# Туралево
Туралево (на македонска литературна норма: Туралево) е село в североизточната част на Северна Македония, община Кратово.

## География
Селото отстои западно от общинския център Кратово. Най-близкото селище е Живалево, разположено в източна посока.

## История
В османски данъчни регистри на немюсюлманското население от вилаета Кратова от 1618-1619 година селото е отбелязано под името Туларева с 14 джизие ханета (домакинства). Списък на селищата и на немюсюлманските домакинства в същия вилает от 1637 година сочи 12 джизие ханета в Туралева.
В XIX век Туралево е изцяло българско село в Кратовска кааза на Османската империя. Според статистиката на Васил Кънчов („Македония. Етнография и статистика“) от 1900 г. Туралево има 210 жители, всички българи християни.
Според патриаршеския митрополит Фирмилиан в 1902 година в селото има 35 сръбски патриаршистки къщи. След Илинденското въстание в 1904 година цялото село минава под върховенството на Българската екзархия. По данни на секретаря на екзархията Димитър Мишев („La Macédoine et sa Population Chrétienne“) през 1905 година в Туралево (Touralevo) има 240 българи екзархисти.
През септември 1910 година селото пострадва по време на обезоръжителната акция на младотурците. 20 души от Туралево са изтезавани по повод убийството на Али бег от Кратово, за което се предполага, че е извършено от българска чета.
При избухването на Балканската война в 1912 година 4 души от селото са доброволци в Македоно-одринското опълчение.
Църквата „Свети Йоан Предтеча“ е изписана от Димитър Папрадишки в 1930 година.

## Личности
Родени в Туралево
- Милан Иванов, български революционер от ВМОРО, четник на Йордан Спасов[10]
- Петруш Младенов Атанасов (1871 - след 1943), български революционер, деец на ВМОРО и ВМРО